# Diocesi di Jérémie
La diocesi di Jérémie (in latino Dioecesis Ieremiopolitana) è una sede della Chiesa cattolica ad Haiti suffraganea dell'arcidiocesi di Port-au-Prince. Nel 2023 contava 460.000 battezzati su 675.000 abitanti. È retta dal vescovo Joseph Gontran Décoste, S.I.

## Territorio
La diocesi comprende la città di Jérémie, dove si trova la cattedrale di San Luigi re di Francia.
Il territorio è suddiviso in 47 parrocchie.

## Storia
La diocesi è stata eretta il 20 aprile 1972 con la bolla Qui Beati Petri di papa Paolo VI, ricavandone il territorio dalla diocesi di Les Cayes.

## Cronotassi dei vescovi
Si omettono i periodi di sede vacante non superiori ai 2 anni o non storicamente accertati.
- Charles-Edouard Peters, S.M.M. † (20 aprile 1972 - 4 luglio 1975 deceduto)
- Joseph Willy Romélus † (26 aprile 1977 - 6 agosto 2009 ritirato)
- Joseph Gontran Décoste, S.I., dal 6 agosto 2009

## Statistiche
La diocesi nel 2023 su una popolazione di 675.000 persone contava 460.000 battezzati, corrispondenti al 68,1% del totale.
| anno | popolazione | popolazione | popolazione | presbiteri | presbiteri | presbiteri | presbiteri                | diaconi | religiosi | religiosi | parrocchie |
| anno | battezzati  | totale      | %           | numero     | secolari   | regolari   | battezzati per presbitero | diaconi | uomini    | donne     | parrocchie |
| ---- | ----------- | ----------- | ----------- | ---------- | ---------- | ---------- | ------------------------- | ------- | --------- | --------- | ---------- |
| 1980 | 366.000     | 407.000     | 89,9        | 22         | 19         | 3          | 16.636                    |         | 8         | 47        | 16         |
| 1990 | 432.000     | 492.000     | 87,8        | 35         | 25         | 10         | 12.342                    |         | 28        | 72        | 19         |
| 1999 | 360.225     | 500.285     | 72,0        | 46         | 40         | 6          | 7.830                     |         | 34        | 74        | 24         |
| 2000 | 360.450     | 500.630     | 72,0        | 48         | 38         | 10         | 7.509                     |         | 30        | 71        | 24         |
| 2001 | 434.745     | 621.064     | 70,0        | 47         | 44         | 3          | 9.249                     |         | 24        | 70        | 27         |
| 2002 | 435.226     | 629.640     | 69,1        | 53         | 48         | 5          | 8.211                     |         | 26        | 67        | 28         |
| 2003 | 408.815     | 613.223     | 66,7        | 56         | 50         | 6          | 7.300                     |         | 24        | 68        | 29         |
| 2004 | 424.870     | 638.200     | 66,6        | 51         | 46         | 5          | 8.330                     |         | 26        | 76        | 33         |
| 2006 | 450.645     | 652.950     | 69,0        | 60         | 52         | 8          | 7.510                     |         | 28        | 66        | 34         |
| 2013 | 491.000     | 706.000     | 69,5        | 75         | 68         | 7          | 6.546                     |         | 12        | 54        | 38         |
| 2016 | 449.000     | 658.000     | 68,2        | 75         | 71         | 4          | 5.986                     |         | 13        | 57        | 39         |
| 2019 | 444.800     | 650.000     | 68,4        | 83         | 77         | 6          | 5.359                     |         | 16        | 58        | 47         |
| 2021 | 448.190     | 657.000     | 68,2        | 87         | 82         | 5          | 5.151                     |         | 15        | 60        | 47         |
| 2023 | 460.000     | 675.000     | 68,1        | 91         | 86         | 5          | 5.054                     |         | 15        | 60        | 47         |